# Nemaha megye (Kansas)
Nemaha megye az Amerikai Egyesült Államokban, azon belül Kansas államban található. Megyeszékhelye Seneca, legnagyobb városa Sabetha. Lakosainak száma 10 273 fő (2020. április 1.). Nemaha megye Pawnee, Jackson, Richardson, Brown, Pottawatomie és Marshall megyékkel határos.

## Népesség
A megye népességének változása:
| Lakosok száma | 10 165 | 10 127 | 10 129 | 10 161 | 10 227 | 10 273 |
|               | 2010   | 2011   | 2012   | 2013   | 2015   | 2020   |